# St. Louis Flyers
I St. Louis Flyers sono stati una squadra di hockey su ghiaccio dell'American Hockey Association con sede nella città di St. Louis, nello stato del Missouri. Nacquero nel 1928 per poi sciogliersi una prima volta nel 1942. Nel 1944 furono rifondati ed entrarono nella American Hockey League fino alla chiusura definitiva della franchigia nel 1953.

## Storia
I St. Louis Flyers nacquero nel 1928, due anni dopo la nascita della American Hockey Association, lega minore di hockey su ghiaccio che si diffuse soprattutto nel Midwest degli Stati Uniti. I Flyers riuscirono a conquistare cinque titoli in sette stagioni. Nel 1942 la lega si sciolse costringendo la formazione a interrompere le attività sportive.
Dopo due anni i Flyers ritornarono a giocare nella American Hockey League, seconda lega per importanza alle spalle della National Hockey League. Nelle nove stagioni disputate vinsero un titolo divisionale arrivando solo per due volte ai playoff. Nel 1953 la squadra cessò definitivamente di esistere.

### Affiliazioni
Nel corso della loro storia i St. Louis Flyers sono stati affiliati alle seguenti franchigie della National Hockey League:
- Chicago Blackhawks: (1937-1938)
- Chicago Blackhawks: (1951-1953)
- Detroit Red Wings: (1952-1953)

## Record stagione per stagione
| Stagione         | Division | Gare | V  | S  | P  | Punti | GF  | GS  | Piazzamento | Play-off                          |
| ---------------- | -------- | ---- | -- | -- | -- | ----- | --- | --- | ----------- | --------------------------------- |
| St. Louis Flyers |          |      |    |    |    |       |     |     |             |                                   |
| 1944-45          | West     | 60   | 14 | 38 | 8  | 36    | 157 | 257 | 4°          |                                   |
| 1945-46          | West     | 62   | 21 | 32 | 9  | 51    | 198 | 266 | 4°          |                                   |
| 1946-47          | West     | 64   | 17 | 35 | 12 | 46    | 211 | 292 | 5°          |                                   |
| 1947-48          | West     | 68   | 22 | 36 | 10 | 54    | 242 | 291 | 5°          |                                   |
| 1948-49          | West     | 68   | 41 | 18 | 9  | 91    | 294 | 192 | 1°          | perde semifinali (Providence) 3-4 |
| 1949-50          | West     | 70   | 34 | 28 | 8  | 76    | 258 | 250 | 3°          | perde 1º turno (Indianapolis) 0-2 |
| 1950-51          | West     | 70   | 32 | 34 | 4  | 68    | 233 | 252 | 4°          |                                   |
| 1951-52          | West     | 68   | 28 | 39 | 1  | 57    | 256 | 262 | 4°          |                                   |
| 1952-53          | AHL      | 64   | 26 | 37 | 1  | 53    | 212 | 258 | 6°          |                                   |

## Record della franchigia

### Singola stagione
Gol: 51  Jean-Paul Gladu (1948-49)
Assist: 61  Guyle Fielder (1952-53)
Punti: 85  Jean-Paul Gladu (1948-49)
Minuti di penalità: 92  Vic Lynn (1944-45)

### Carriera
Gol: 178  Jean-Paul Gladu
Assist: 207  Fred Hergerts
Punti: 345  Jean-Paul Gladu
Minuti di penalità: 632  Leo Carbol
Partite giocate: 451  Leo Carbol

## Palmarès

### Premi di squadra
- American Hockey Association: 5

1934-1935, 1935-1936, 1937-1938, 1938-1939, 1940-1941
- F. G. "Teddy" Oke Trophy: 1

1948-1949

### Premi individuali
- Dudley "Red" Garrett Memorial Award: 1

Guyle Fielder: 1952-1953